# Vavřinec Hradilek
Vavřinec Hradilek (* 10. März 1987 in Prag) ist ein tschechischer Kanute.

## Karriere
Vavřinec Hradilek begann im Alter von neun Jahren mit dem Kanuslalom. Sein internationales Debüt gab er 2007 und nahm an zwei Olympischen Spielen teil. Sein Debüt erfolgte anlässlich der Olympischen Spiele 2008 in Peking im Einer-Kajak, in dem er die Vorrunde auf dem siebten Platz beendete. Im Halbfinale kam er in 88,97 Sekunden nicht über den elften Platz hinaus und verpasste damit knapp die Finalqualifikation. Vier Jahre darauf ging Hradilek in London gleich in zwei Disziplinen an den Start. Im Einer-Kajak zog er als Dritter der Vorrunde ins Halbfinale ein und schaffte diesmal als Achter auch die Qualifikation für den Endlauf. Diesen beendete er nach 94,78 Sekunden auf dem zweiten Platz hinter dem siegreichen Italiener Daniele Molmenti und vor dem drittplatzierten Deutschen Hannes Aigner und gewann damit die Silbermedaille. Außerdem trat Hradilek mit Stanislav Ježek im Zweier-Canadier an und wurde mit diesem im Vorlauf Neunter. Sie schieden anschließend im Halbfinale nach einem erneuten neunten Platz aus.
Weitere Medaillen sicherte sich Hradilek bei Welt- und Europameisterschaften, alle davon im Einer-Kajak. 2007 belegte er mit der Mannschaft bei den Weltmeisterschaften in Foz do Iguaçu zunächst den dritten Platz, ehe er mit ihr 2009 in La Seu d’Urgell Weltmeister wurde. 2010 sicherte er sich in Ljubljana mit Silber auch seine erste Medaille in der Einzelwertung. 2013 gewann er bei den Weltmeisterschaften in Prag in der Einzelkonkurrenz erstmals die Goldmedaille, ein Jahr darauf folgte auf dem Deep Creek Lake in Maryland Silber in der Mannschaftswertung. 2015 gelang ihm in London mit der Mannschaft sein zweiter Titelgewinn. Bei den Weltmeisterschaften 2017 in Pau wurde Hradilek in der Disziplin Extreme Weltmeister und gewann 2019 in La Seu d’Urgell mit der Mannschaft die Silbermedaille.
Bei Europameisterschaften belegte Hradilek 2010 in Bratislava in der Einzelwertung den dritten Platz und gewann so seine erste Medaille bei den Kontinentalmeisterschaften. Die nächste folgte 2013 in Krakau, als er im Mannschaftswettbewerb Europameister wurde. 2016 in Liptovský Mikuláš wurde er mit der Mannschaft nochmals Europameister und sicherte sich außerdem im Einzel die Silbermedaille. Mit der Mannschaft wiederholte er diesen Erfolg nochmals 2019 in Pau, ehe sich die Tschechen 2020 in Prag als Zweite wieder geschlagen geben mussten.